# 奈良姫
奈良姫（ならひめ、? - 慶長2年8月27日（1597年10月8日））は、安土桃山時代の女性。太閤豊臣秀吉の宿老の蜂須賀正勝の娘。正勝の家老の賀島長昌の正室。名の奈良は『蜂須賀家記』による。

## 生涯
蜂須賀正勝の長女として生まれる。母は正勝の正室の大匠院。弟妹には蜂須賀家政、糸（黒田長政正室）がいる。
はじめは織田家家臣で尾張三渕村領主・中山源八郎直親に嫁いだが、直親が元亀元年（1570年）の金ヶ崎の戦いで討死したために死別した。直親は23歳だった。
その後、織田家家臣の賀島弥右衛門長昌に再嫁してその正室となった。長昌との間には、元亀3年（1572年）に嫡男・政慶が生まれ、他3人の娘（山田宗登室、益田長行室、益田正高室）がいる。
長昌は阿波国を与えられた蜂須賀家政の家老となり、正勝が亡くなった2年後の天正16年（1588年）に先に亡くなった。
慶長2年（1597年）8月27日、死去。没年齢不明。法諱は日本覺院殿堯齢榮舜。
墓所は夫と同じく徳島県那賀郡石塚村（現在の阿南市富岡町）の金龍山本覚寺に葬られた。